# 측설
측설이란 각측량에서 어떤 기준선으로부터 원하는 각만큼 기계를 회전시켜 점을 정할 때, 오차를 없애 정확도를 높이기 위해 행하는 일련의 과정을 말한다. {\displaystyle \angle AOB}를 배각법으로 정확하게 측정한 각이 α', 오차는 ε이라할 때, 측설 과정은 다음 순서로 진행한다.
1. O에 기계를 세우고 A를 시준
2. α만큼 회전시켜 B'을 지상에 표시
3. B에서 {\displaystyle {\overline {BB'}}}만큼 {\displaystyle {\overline {OB'}}}에 수직으로 이동시킨 점이 정확한 B점이다.

{\displaystyle \epsilon \approx 0}이므로 {\displaystyle {\overline {OB'}}\approx {\overline {OB}}}이고, {\displaystyle \sin \epsilon ={\frac {BB'}{OB}}\approx {\frac {BB'}{OB'}}}
{\displaystyle \sin \epsilon \approx \epsilon \approx {\frac {BB'}{OB'}}}
{\displaystyle \therefore BB'=OB'\epsilon =OB'{\frac {\epsilon ''}{\rho ''}}\qquad (\rho ''=206265'')}

## 같이 보기
- 경위의

## 참고 문헌
- 이재기; 최석근; 박경식; 정성혁 (2013). 《측량학1》 2판. 형설출판사. 266-267쪽. ISBN 978-89-472-7336-7.